# Železniční nehoda v East Palestine
K železniční nehodě v obci East Palestine v americkém státě Ohio došlo 3. února 2023 ve 20:55 místního času (UTC−5). Vykolejily při ní desítky vozů nákladního vlaku společnosti Norfolk Southern, z nichž některé vezly nebezpečné látky. Část nákladu se ihned uvolnila do okolí a na místě vypukl požár.
Tři dny po nehodě se úřady rozhodly zahájit „kontrolované pálení“ chemikálií z pěti cisteren kvůli obavě, že náklad exploduje; do ovzduší se tak dostal vinylchlorid, chlorovodík a fosgen. Z okolních oblastí byly evakuovány stovky lidí.

## Vývoj událostí
Vykolejený nákladní vlak 32N patřil společnosti Norfolk Southern a směřoval ze státu Illinois do Pensylvánie. Vlak o délce 2,8 km tvořilo 141 naložených a 9 prázdných vagónů.
Dvacet vagónů převáželo nebezpečné látky, včetně vinylchloridu, butylakrylátu, 2-ethylhexylakrylátu, ethylenglykolmonobutyletheru, isobutenu, hořlavých kapalin a zbytků benzenu.
Na místě po havárii vypukl požár. Úřady začaly oblast evakuovat, protože se obávaly úniku jedovatých látek do ovzduší. O tři dny později se rozhodly vypustit chemikálie z nádrží a pod dozorem odborníků je spálit. Chemikálie se nicméně dostaly do ovzduší i vodních toků.
Dne 14. března 2023 stát Ohio zažaloval společnost Norfolk Southern. Požaduje, aby na ni dopadly občanskoprávní sankce a aby nahradila způsobené škody. Podle generálního prokurátora Ohia Davea Yosta společnost porušila řadu zákonů tohoto státu. Vykolejení se podle něj dalo zcela vyhnout.

## Příčina nehody
Příčina nehody zatím není známá. Podle předběžné zprávy Národního úřadu pro bezpečnost dopravy Spojených států zaznamenal indikátor horkoběžnosti ložisek umístěný vedle trati těsně před vykolejením vlaku kritickou teplotu jednoho z nápravových ložisek 23. vagónu soupravy.

## Dopady na zdraví obyvatel a životní prostředí

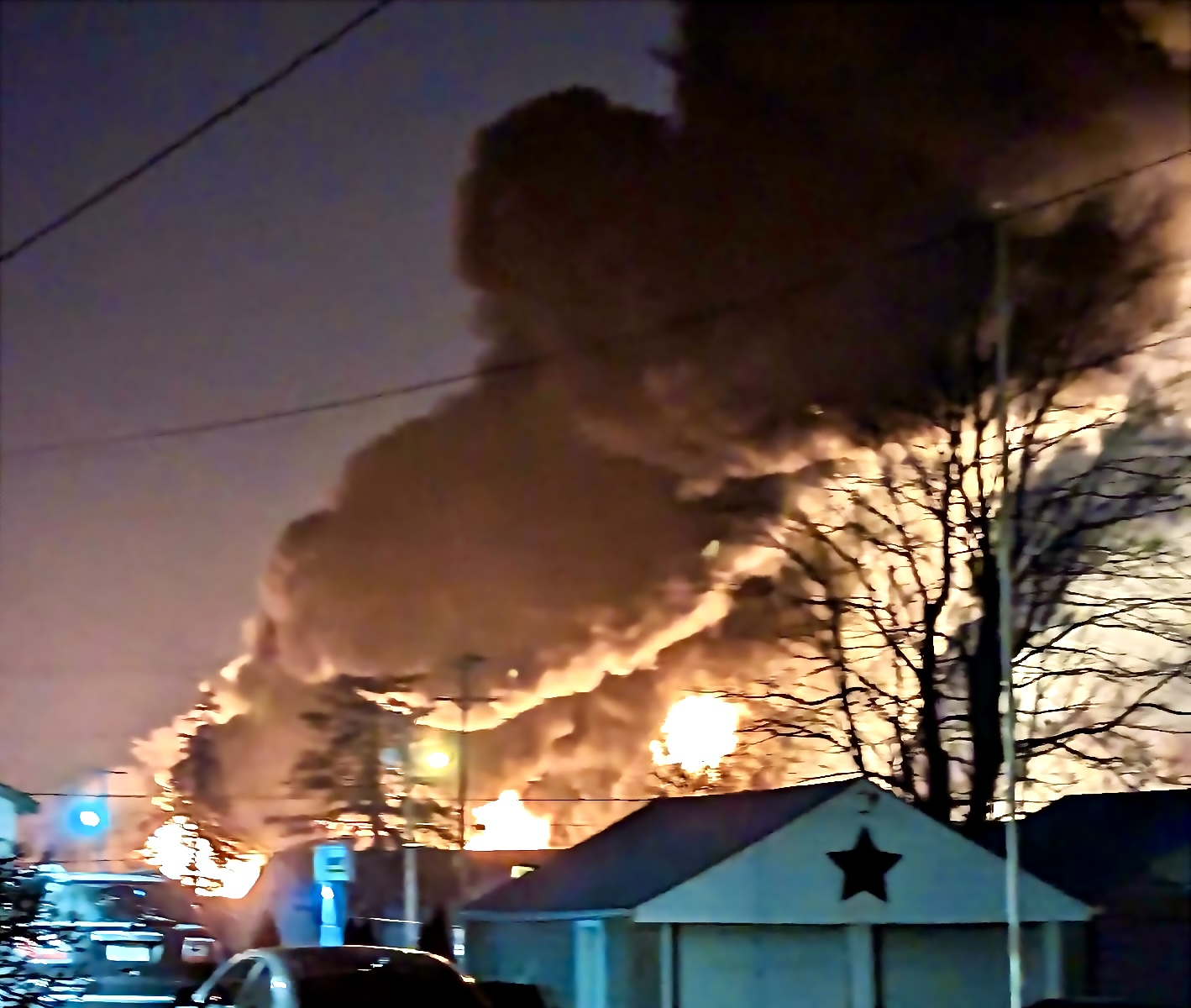
Kouř po nehodě, 3. února

Do vzduchu unikl zejména vinylchlorid, plyn, který se používá k výrobě plastových a vinylových produktů. Jde o karcinogen, který při krátkodobém vystavení způsobuje závratě, bolesti hlavy, při dlouhodobém kontaktu může vážně poškodit játra.
Další obavy vyvolává riziko vzniku dioxinů – produktů hoření vinylchloridu, které se rozkládají pomaleji a způsobují dlouhodobou kontaminaci.
Po nehodě se objevily snímky uhynulých kuřat, ministerstvo pro přírodní zdroje potvrdilo úhyn zhruba 3500 ryb 12 druhů jižně od East Palestine.
Pět dní po nehodě dostali obyvatelé povolení vrátit se do svých domovů.